# Sultanato Bâmani
O Sultanato Bâmani (1347–1518), também denominado Império Bâmane, foi um reino muçulmano do Decão, no sul da Índia, contemporâneo da Idade Média europeia, e o primeiro da região de confissão muçulmana.

## História
O sultanato foi fundado a 3 de agosto de 1347 quando Naceradim Ismail Xá, que se havia rebelado contra o sultão de Déli (o turco Maomé ibne Tugueluque) cedeu o poder ao governador Zafar Cã, que adoptou o nome de Aladim Bamane Xá.
A capital do novo estado foi Assanabade (Gulbarga) entre 1347 e 1425, ano em que se mudou para Muamadabade (Bidar). O Sultanato Bâmani lutou várias vezes com o hindu Império de Bisnaga pelo controlo do Decão. Alcançou o máximo poderio no período 1466–1481, sob o reinado de Maomé III, boa medida graças ao seu primeiro-ministro Mamude Gauã, que capturou Goa, o porto mais importante de Bisnaga. Quando Maomé III deu crédito aos que denunciavam falsamente Mamude Gauã como traidor e o executou, começou um rápido declínio do reino que por fim, em 1518 se dividiu em cinco estados: Amadanagar, Berar, Bidar, Bijapur e Golconda, conhecidos como Sultanatos do Decão.[carece de fontes?]

## Cultura
A dinastia bâmani considerava-se descendente de Cai Bamane um lendário rei do Irão, o que os moveu a converter-se em mecenas da língua, literatura e cultura persa em geral, ao ponto de muitos dos sultões e príncipes se tornarem muito versados em persa e literatura persa. De igual modo, promoveram a arquitectura monumental de estilo persa, contratando arquitectos e artesãos dessa origem. O Golgumbaz em Bijapur é um exemplo do estilo arquitectónico do período e conta com uma das maiores cúpulas do mundo.[carece de fontes?]